# Dejan Perić
Dejan Perić (Óbecse, Szerbia 1970. szeptember 22. –) szerb kézilabdakapus, a magyar MKB Veszprém KC volt játékosa. Pályafutása során megfordult a FC Barcelona, és a Celje Privovana Lasko csapatában is. Bajnokok Ligája győztes. Jelenleg az RK Vardar Szkopje kapusedzője.

## Pályafutása
Perić a Dinamo Pančova csapatánál kezdett kézilabdázni, majd 16 évesen a szerb nagycsapathoz, az RK Crvena Zvezda Beogradhoz került. A jugoszláv válogatottban 18 évesen, 1988-ban mutatkozott be Zágrábban, a Jugoszlávia - Dánia összecsapáson. A válogatottal egy világbajnoki és egy Európa-bajnoki bronzérmet szerzett. Szerb bajnokként igazolt 1992-ben az Atlético de Madridhoz, 1994-ben továbbállt a szintén spanyol Teucro Pontevedrohoz. 1995-ben döntött úgy, hogy a szlovén bajnokságban egyeduralkodó Celjéhez szerződik. Ezzel a csapattal 8-szor nyerte meg a szlovén bajnokságot, 7-szer a kupát, de legnagyobb sikerét is itt aratta, 2004-ben megnyerték az Bajnokok Ligáját. Ezután újra Spanyolországba szerződött, az FC Barcelona csapatát választotta. Ezzel a csapattal újra el tudta hódítani a Bajnokok Ligája serlegét, 2005-ben.
2006-tól Magyarországon, az MKB Veszprém KC csapatánál játszott. Ezzel a csapattal magyar bajnok és kupagyőztes tudott lenni, emellett egy nemzetközi kupagyőzelemet is begyűjtött. A 2007/08-as idényben a Bajnokok Ligájában indulhatott csapatával, onnét azonban már a csoportkörben búcsúzni kényszerültek, de a EHF-kupagyőztesek Európa-kupája sorozatban még folytathatták a küzdelmeket, amelyet végül veretlenül meg is nyertek, a döntőben a német Rhein-Neckar Löwen csapatát verve.
A 2011-es idény után ismét Celjében folytatta pályafutását. Pályafutását 2013-ban fejezte be.

## Sikerei
- Magyar bajnokság: 2-szeres győztes
  - 2007/08, 2008/09
- Magyar kupa: 3-szoros győztes
  - 2006/07, 2008/09, 2009/10
- Spanyol Bajnokság: 1-szeres győztes
  - 2006
- Szlovén bajnokság: 8-szoros győztes
  - 1996, 1997, 1998, 1999, 2000, 2001, 2003, 2004
- Szlovén kupa: 7-szeres győztes
  - 1996, 1997, 1998, 1999, 2000, 2001, 2004
- EHF-bajnokok ligája: 2-szeres győztes
  - 2004, 2005
- EHF-kupagyőztesek Európa-kupája: 1-szeres győztes
  - 2008